# Gyula Kajner
Gyula Kajner är en ungersk kanotist.
Han tog bland annat VM-guld i K-4 200 meter i samband med sprintvärldsmästerskapen i kanotsport 2001 i Poznań.